# Rueland Frueauf l'Ancien
Rueland Frueauf l'Ancien né en 1440 et mort en 1507 à Passau, est un peintre autrichien de compositions religieuses, portraits et fresques du gothique tardif.

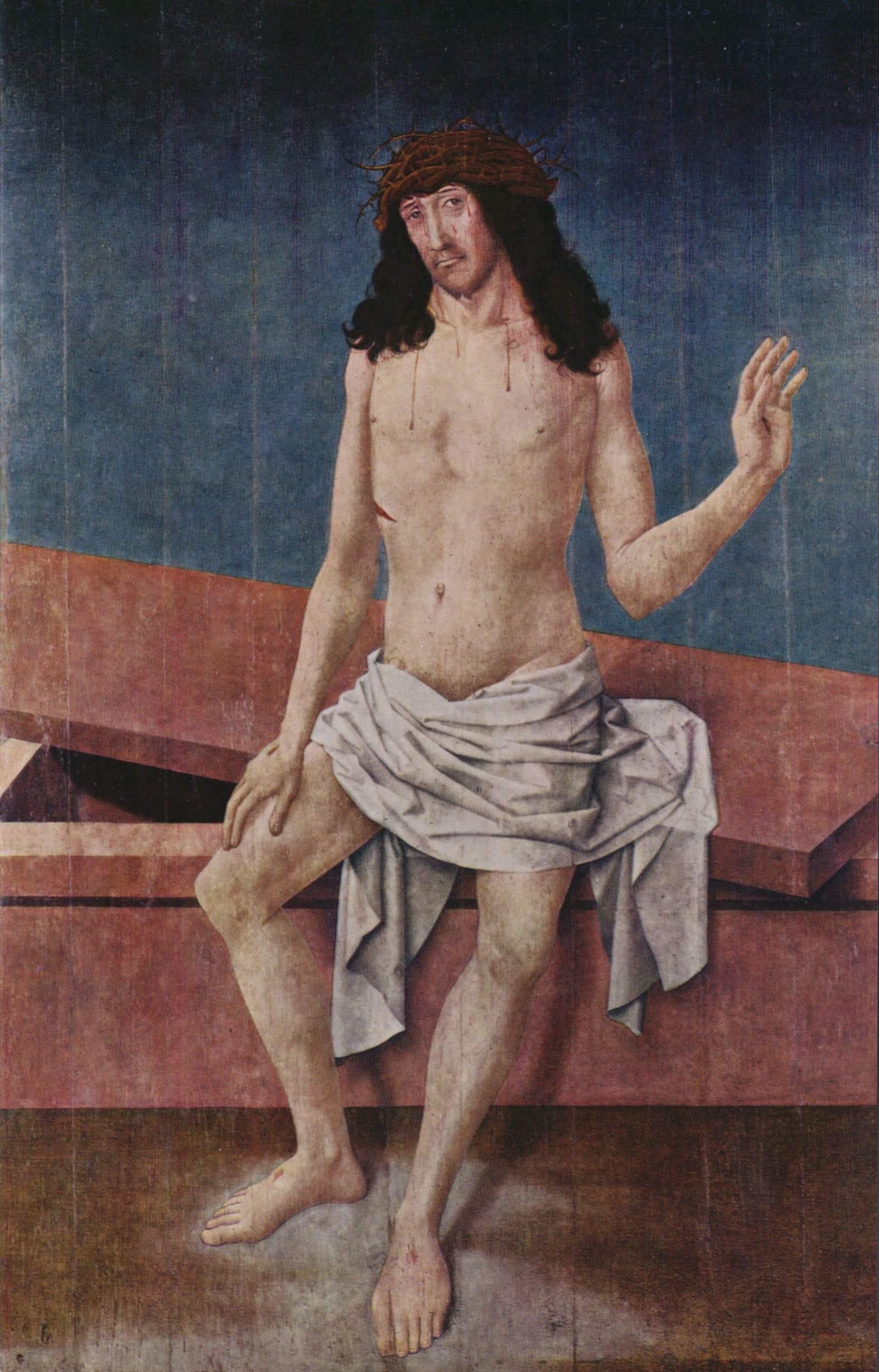
L'Homme de douleurs
(Christus als Schmerzensmann)

## Biographie
Au début de sa vie il travaille beaucoup à Salzbourg et en particulier pour les moines bénédictins de cette ville. Il est aussi, sans doute, l'aide de Konrad Laib. Bourgeois de Salzbourg en 1478, il est bourgeois de Passau en 1480. Il semble avoir débuté avec un retable représentant douze scènes de La Passion, peint pour Ratisbonne vers 1475. Lors de son séjour à Passau, en 1480, il termine les fresques de l'hôtel de ville. À Nuremberg en 1487, il peint des scènes du retable du maître-autel de l'église des augustins. Quatre importantes peintures appartenant au musée de Vienne et représentant des scènes de La Passion : Le jardin des oliviers, Flagellation, Portement de croix, Calvaire 1491, sont probablement de cet artiste; elles font partie d'un retable exécuté pour Salzbourg, et au revers duquel se trouvent des scènes de la vie de la Vierge. Il est également l'auteur du Portrait du jeune homme, peint vers 1500.
Il est le principal représentant de l'école de Salzbourg à la fin du XVe siècle. Il peut atteindre une puissance dramatique à travers des expressions très poussées de certains de ses personnages. Des visages de comparses, notamment, dans la Crucifixion, La mort de la Vierge, La prédication de saint Jean-Baptiste ne sont pas sans rappeler Pieter Brueghel. Il fait, soit jouer des couleurs saturées sur un fond or, soit des couleurs plus sobres sur un ciel naturel, soit un ensemble de couleurs profondes donnant l'impression d'un fond abstrait, comme pour L'Homme de douleurs, de Munich.
Il a eu un fils, Rueland Frueauf le Jeune, également peintre.

## Musées
- Budapest : Annonciation
- Cambridge (Massachusetts) (Fogg Art Mus.) : Visitation
- Freising et à Herzogenburg : présentation de la Vierge au Temple
- Munich : L'Homme de douleurs
- Prague
- Saint-Florian : Mort de la Vierge
- Venise (Mus.Correr) : Nativité, Présentation au Temple
- Vienne (Osterr. Gal.) : Jardin des Oliviers, Flagellation, Portement de Croix, Calvaire 1491, Portrait d'un jeune homme.